# Santovenia
Santovenia – gmina w Hiszpanii, w prowincji Zamora, w Kastylii i León, o powierzchni 32,86 km². W 2011 roku gmina liczyła 304 mieszkańców.